# Абрамова, Ирина Евгеньевна
Ирина Евгеньевна Абрамова (род. 18 марта 1974 года) — российская пауэрлифтерша.

## Карьера

### Юниорская карьера
Бронзовый призёр чемпионата Европы среди юниоров 1996 года. Серебряный призёр чемпионата Европы среди юниоров 1997 года. Тренировалась у Льва Никифорова.

### 1998
Выступая в категории до 60 кг, становится чемпионкой России. Завоёвывает серебро чемпионата Европы.

### 1999
Чемпионка России в силовом троеборье и в жиме лёжа, чемпионка Европы и мира.

### 2000
Становится чемпионкой России, Европы и мира. При этом устанавливает рекорд России в сумме (550 кг) и рекорд мира в становой тяге (222,5 кг).

### 2001
С суммой 225 кг выигрывает серебро национального чемпионата. С суммой 220 кг становится чемпионкой мира. На Всемирных играх 2001 года, выступая среднем весе, завоевала серебро.